# Києбак (притока Швидкого Танипу)
Києбак (башк. Кейебәк, рос. Киебак) — річка в Російській Федерації, що протікає у Башкортостані.
Гирло річки розташоване за 59 км по правому берегу річки Швидкий Танип. Довжина — 48 км, площа водозабірного басейна — 421 км².